# Heliornithidae
Los heliornítidos (Heliornithidae), conocidos comúnmente como aves sol son una pequeña familia de aves gruiformes, tropicales, con los lóbulos palmeados en sus pies, similar a los del macá. 
Son aves de pantanos, con el cuello largo, pico, cola y cuerpo delgados. Se alimentan de peces y plantas de agua.

## Especies
Los heliornítidos incluyen tres especies:
- Podica senegalensis - ave sol africano: África; vive en los arroyos de los bosques tropicales. Construye el nido en un árbol encima del agua, poniendo dos huevos.
- Heliopais personatus - ave sol asiático: de la India oriental a través del sudeste asiático hasta la Línea de Wallace. Prefiere los claros en el bosque, y pone seis huevos en un nido en un árbol encima del agua.
- Heliornis fulica - ave sol americano o punpún: América Central y América del Sur, en los arroyos; pone cuatro huevos en un nido sobre un arbusto.